# 김정수 (사격 선수)
김정수(金正秀, 1977년 1월 1일~)는 조선민주주의인민공화국의 사격 선수이다. 일부에서 김종수라고도 표기했으나, 김정수가 맞는 표기이다. 이는 조선민주주의인민공화국의 로마자 표기법의 오해에서 생긴 경우이기도 하며, '정'(正)을 중국어로 '종'(鐘)이라고 표기하여 생긴 오해이기도 하다.
그는 아테네에서 열린 2004년 하계 올림픽에서 남자 사격 50미터 권총에서 동메달을 획득했으며, 베이징에서 열린 2008년 하계 올림픽에서는 남자 사격 10미터 공기권총에서 동메달, 50미터 권총에서 은메달을 획득하였다. 특히 그가 올림픽에서 획득한 세 개의 메달은 모두 대한민국의 진종오와 함께 획득하여 화제를 모으기도 했다. 그러나 베이징 올림픽 도핑 테스트에서 양성 반응을 보여 은메달과 동메달을 박탈당함과 동시에 대회에서 축출되는 중징계를 받았다. IOC 측은 김정수의 샘플에서 베타 차단제의 일종인 프로프라놀롤 양성 반응이 나타났다고 밝혔다.